# Victoria (1519)
Victoria – hiszpański żaglowiec z XVI wieku. Brał udział w wyprawie Ferdynanda Magellana dookoła świata w roku 1519 wraz z czterema innymi statkami: „Trinidad”, „San Antonio”, „Concepción” i „Santiago”. Jako jedyny zdołał powrócić z wyprawy (w Cieśninie Magellana zrezygnował z dalszej podróży „San Antonio”), dzięki czemu zakończyła się ona sukcesem (opłynięcie kuli ziemskiej).
Okręt został zakupiony przez Magellana za pieniądze króla Hiszpanii Karola V i nazwany na cześć kościoła Santa Maria de la Victoria de Triana, gdzie podróżnik złożył władcy przysięgę dotarcia do Wysp Korzennych i otwarcia szlaku dla floty hiszpańskiej.
„Victoria” była karaką, podobnie jak inne statki uczestniczące w wyprawie – z wyjątkiem „Trinidadu”, będącego karawelą.

## Wyprawa
Początek wyprawy datowany jest na 20 września 1519 roku, kiedy okręty wypłynęły z portu Sanlúcar de Barrameda (Hiszpania), a zakończyła się 8 września 1522 roku, gdy do Hiszpanii powróciła „Victoria” pod dowództwem Juana Sebastiána Elcany, z 18 ludźmi na pokładzie (w całej wyprawie wzięło udział ponad 270 ludzi). Dalszych 13 przetrzymywanych przez Portugalczyków na Wyspach Zielonego Przylądka zostało zwolnionych przed końcem roku, po interwencji Karola V u swojego szwagra, króla Portugalii Jana III.
Statek przepłynął w sumie 42 000 mil, z czego 22 000 z poważnym ubytkiem załogi.
Od 21 grudnia 1521 roku „Victoria” płynęła samotnie, gdyż pozostałe jednostki stracono lub miały bardzo poważne uszkodzenia. Podczas powrotu okręt przetrwał niemal cudem kilka sztormów, mając podarte żagle i przecieki wymagające ciągłego wypompowywania wody.
Ekspedycja pomimo licznych strat w ludziach i sprzęcie przyniosła wielkie zyski, gdyż załoga przywiozła duży ładunek przypraw.